# 汉斯·布劳恩
汉斯·布劳恩（德語：Hanns Braun，1886年10月26日—1918年10月9日），德国男子田径运动员，主攻中跑。他曾代表德国参加1908年和1912年夏季奥林匹克运动会田径比赛，获得二枚银牌和一枚铜牌。